# Кельтская кнопка
Кельтская кнопка (англ. celtic button knot) — сто́порный декоративный узел, который вяжут из одной верёвки. Рисунок узла может напоминать волосяную косу и плетёную корзину. В общем виде этот узел является одножильной турецкой головой, завязанной таким образом, что образует стопор, симметрично затягиваясь вокруг верёвки. Кельтскую кнопку обычно используют в декоративных целях (или для предотвращения разбахромления верёвки).

## Способ завязывания
1. Сделайте 2 петли, правую разместите частично над левой.
2. Пропустите левый конец справа налево через кольца: спереди, сзади, спереди, сзади.
3. Снова левый конец пропустите через отверстия справа налево: зайти в петлю спереди, пропустить под узлом и вынуть из центрального отверстия.
4. Методично затяните.